# Puerto de Las Palmas
El Puerto de Las Palmas, también conocido como Puerto de la Luz o Puerto de la Luz y de Las Palmas1, es un puerto pesquero, comercial, de pasajeros y deportivo de la ciudad de Las Palmas de Gran Canaria, Islas Canarias. Es el puerto más importante de Canarias y el cuarto más importante de España.
Desde hace cinco siglos, el Puerto de Las Palmas de Gran Canaria (La Luz Port) es la base tradicional de escala y avituallamiento de buques en su paso por el Atlántico Medio. Escala tradicional en la ruta de cruceros, por él pasan cada año más de un millón de pasajeros entre turistas y usuarios de las rutas nacionales entre las islas y con la península ibérica.
En el año 2011 fue galardonado por la prestigiosa revista internacional Dream World Cruise Destinations con el premio al puerto con la mejor conexión, ofertas de transporte, hoteles, manejo de equipajes y nivel turístico mundial, consolidando su posición como uno de los mejores destinos turísticos de este tipo.
Además cuenta con presencia militar, en forma de la Base Naval-Arsenal de Las Palmas

## Datos del puerto
En 2013 el puerto de Las Palmas de Gran Canaria se situó en el 4º puerto en el ámbito nacional, 18.º de la Unión Europea y 98.º del mundo en tráfico de contenedores, según la revista inglesa Cargo System. Representa un punto de conexión entre África, América y Europa.
En el año 2007 el puerto obtuvo un total de 907 782 pasajeros un 16,26 % más que en el año 2006, creciendo así el tráfico de pasajeros en cruceros un 21,23 %.[cita requerida] En 2007 recibió unos 9982 buques.
En cuanto a TEUs anuales el puerto de Las Palmas de Gran Canaria ostenta el primer puesto de África Occidental con cerca de 1,200,000 TEUs.
A su vez, cabe añadir, el puerto está conectado con 180 puertos de los cinco continentes a través de una treintena de líneas marítimas y que el puerto dispone del mayor Puerto Deportivo de Canarias, con 850 atraques de capacidad.
El puerto de Las Palmas de Gran Canaria anda en continuo crecimiento debido a su punto estratégico, ya que muchos barcos procedentes de América o del resto de Europa hacen escala en Gran Canaria para proseguir su camino.

## Denominación
Los muelles reciben la denominación oficial de Puerto de Las Palmas, asignada por Puertos del Estado, ente público dependiente del Ministerio de Fomento de España, competente para establecer los nombres oficiales de los puertos de interés general del Estado.
El puerto inicial fue el Puerto de Las Palmas, debido al antiguo muelle de Las Palmas, situado en el actual Parque de San Telmo, desembocadura del Barranco de Mata. Posteriormente, en el siglo XIX se construyó el Puerto de La Luz (La Luz Port) en la Bahía de La Isleta, y convivieron durante un tiempo.
La Autoridad competente en materia de Puertos era la Junta de Obras de los Puertos de La Luz y de Las Palmas (haciendo referencia a los dos puertos de la ciudad) hasta que en los años 70 del siglo XX se construyó la Avenida Marítima y se enterró el antiguo Puerto de Las Palmas, quedando sólo el Puerto de La Luz (La Luz Port), que años más tarde cambiaría su denominación oficial por Puerto de Las Palmas. En la misma ciudad de Las Palmas de Gran Canaria, al sur del Puerto de Las Palmas, existe un tercer puerto, un pequeño muelle pesquero en el barrio marinero de San Cristóbal, el Puerto de San Cristóbal. Sin embargo no está integrado en la red de puertos de interés general del Estado, siendo gestionado directamente por el Gobierno de Canarias.

## Ubicación
El Puerto de Las Palmas de Gran Canaria, pertenece a la red de puertos de interés general existentes en España, gestionado por la Autoridad Portuaria de Las Palmas, se ubica en la isla de Gran Canaria, perteneciente al archipiélago de las Islas Canarias, a 210 kilómetros de la costa africana y a 1.250 del continente europeo.
Se encuentra situado en la ciudad de Las Palmas de Gran Canaria, al noreste de la isla de Gran Canaria, principal centro económico y comercial de la isla. Su estratégica situación geográfica, las excelentes condiciones de su bahía y la calidad de sus servicios hacen del Puerto de La Luz una encrucijada marítima entre Europa, África y América. Tal es así que desde el puerto de Las Palmas de Gran Canaria puede llegarse a unos 380 puertos de todo el mundo gracias a una treintena de líneas marítimas de pasaje y carga que con ellos le conectan.
Sus coordenadas son:
- Longitud 15° 25' Oeste
- Latitud 28° 09' Norte

## Historia

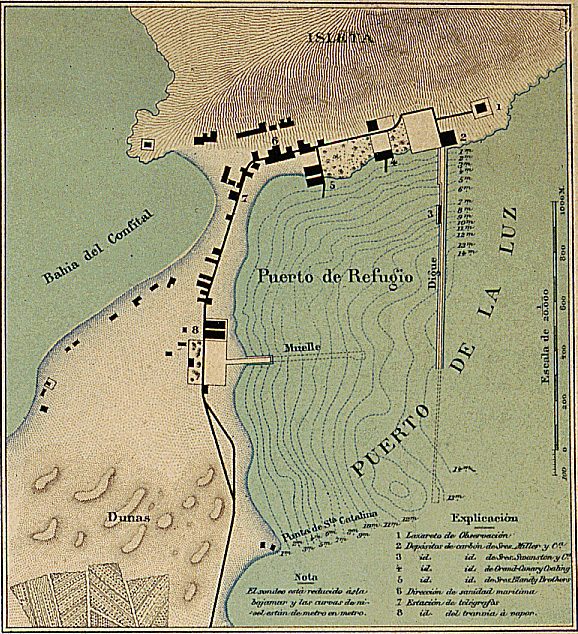
El puerto en 1895.

La historia del Puerto de Las Palmas de Gran Canaria puede decirse que empezó con el inicio de la conquista de la isla, acaecida el 24 de junio de 1478[cita requerida], cuando las tropas al mando de Juan Rejón y el Deán Bermúdez desembocaron en la Bahía de las Isletas (Juan de Abreu Galindo, FR. J. Historia de la Conquista de las Siete Islas Canarias. Ed. Goya. Santa Cruz de Tenerife 1977), concretamente, en la playa de la Luz que da nombre al puerto, y que fue utilizada durante siglos como refugio natural de pescadores, navegantes y conquistadores.
El origen del actual puerto se remonta a la segunda mitad del siglo XIX, heredero de la Caleta de San Sebastián, también conocido como Muelle de San Telmo, pequeño malecón de piedra en donde se concentraba la actividad comercial de la ciudad de Las Palmas. Su situación desventajosa, fuertes olas y vientos, hacía que solo se pudiera atracar en tiempos bonacibles, excepto los veleros que no corrían el peligro de encallar; tal situación le costó la bandera negra, a menudo objeto de burla de la prensa de Tenerife. Cuando esto sucedía los marinos se veían obligados a ir a otros fondeaderos como Las Comedurías, Los Plátanos, Bahía de las Isletas, e incluso en la misma playa de la Luz donde desembarcaban a los pasajeros y la mercancía.
La gestación del futuro puerto tiene su raíz en la segunda mitad del siglo XIX, la ciudad de Las Palmas apenas contaba con diez mil habitantes, estaba rodeada de cultivos y casi encerrada en sus antiguas murallas (espacio reducido a San Telmo y Vegueta), era cabeza del Partido Judicial, pero sin título de capitalidad, que por entonces tenía Santa Cruz de Tenerife. La proclamación de la ley de Puertos Francos para Canarias en 1852 por el entonces Presidente del Consejo de Ministros de España Juan Bravo Murillo que permitió, entre otras cosas, la expansión de la cochinilla, la construcción de la carretera Las Palmas-La Luz dos años después, en 1854, y la necesidad de acabar con la hegemonía mercantil de Tenerife para así disputar la capitalidad (influido por el Pleito Insular) hacía necesario la construcción de un puerto competitivo. 
El primer intento llegaría en 1857 de la mano del ingeniero Clavijo y Pló (primer ingeniero de caminos de Canarias) planteando un pequeño desembarcadero con un muelle de doscientos metros que serviría de auxiliar al de Las Palmas, y de ese modo resolver su principal problema, desembarcar en cualquier época del año, pero su elevado coste (tres millones de Vellones) no permitió que el proyecto saliera de los despachos. En 1862 se volverá a redactar otro proyecto que planteaba la construcción de un muelle de abrigo y desembarco mejorando en extensión y profundidad, además contaba con un servicio de aguada pero el elevado costo hizo que el ayuntamiento de Las Palmas en 1872 rescindiera la contrata cuando ya se había gastado el 20 % del presupuesto por no poder sufragar los gastos de la construcción. Las razones de ambos fracasos se explica por la negativa del Estado a ceder el dinero que le correspondía (Guerras Carlistas), por la ausencia de una burguesía emprendedora que hacía necesario la inversión extranjera, por los obstáculos técnicos, como lo eran la ausencia de una escollera natural que permitiera trabajar en la construcción en cualquier época del año y la lentitud en la construcción de la carretera del puerto que dificultaba el tránsito de mercancías, además de la incompetencia de los contratistas, de la indecisión de las partes que dudaban de la futura rentabilidad (no sabían si gastar su dinero en La Luz o en el ya existente muelle de Las Palmas), en el desinterés y obstaculización política y en la crisis de la cochinilla. 
Con dichos antecedentes se acudió al Estado Central esgrimiendo que era necesario no solo para el progreso de la isla sino para evitar la inmigración, aliviar la crisis y el pleito insular, y que sería utilizado como puerto de refugio. Como medida de presión se desarrolló una fuerte campaña de reivindicación a través de la prensa por parte del Ayuntamiento, comerciantes, las Sociedades Económicas de Amigos del País así como personajes influyentes de la burguesía canaria como lo eran Tomás Miller o Juan Bautista Ripoche, y por supuesto, a la sociedad en general que veía en la ley de puertos de 1880 (impedía recibir una inversión directa del Estado) un obstáculo a sus pretensiones. Fue entonces cuando se comenzó a presionar a Fernando León y Castillo, que todavía no era ministro, pero gracias a sus contactos se consiguió una inversión de sesenta y una mil pesetas para continuar las obras de San Telmo y la promesa de rectificar la Ley de Puertos, la hazaña le valió a Fernando León y Castillo el apelativo de el conseguidor. 
El futuro puerto de la Luz se comenzará a construir a partir de 1883 después de una larga lucha y gracias a la aportación no solo de Fernando sino también de su hermano Juan León y Castillo que supo ver la visión de futuro del puerto, como refugio (idea ya planteada en el primer proyecto), a los inversores sobre todo ingleses que aportaron más de 80% de inversión destacando el papel de la empresa Miller y CIA que aplicó ingeniería británica, pero también canarios como Miguel Curbelo, a las manifestaciones de la sociedad de las Palmas, a los políticos, como los ya mencionado Bravo Murillo y Fernando León y Castillo. Además hay que tener en cuenta otros factores como el geográfico que sitúa al archipiélago canario como zona estratégica y punto de conexión tricontinental (América-África-Europa) y el hecho histórico del crecimiento de la navegación internacional y de la expansión colonial europea por el continente africano. La conjunción de todos estos factores hizo posible la construcción del Luz Port, nombre inglés con el que se dio a conocer internacionalmente.
La construcción del puerto se divide en diferentes etapas: 
- 1ª Etapa (1883-1891): Se inician las obras del puerto, entonces conocido como Puerto del refugio o Puerto primitivo, con la fabricación del muelle de La Luz para proporcionar una superficie abrigada para el desarrollo de las faenas marítimas y el Muelle de Santa Catalina de seiscientos metros que trasladó la actividad comercial de San Telmo y Triana al mismo puerto.
- 2ª Etapa (1891-1909): Continuación de las obras hasta la culminación del Puerto del Refugio en 1903, durante esta época se convertirá en escala internacional y conseguirá consolidarse gracias al incremento de buques, tonelaje y negocios portuarios pero también se fracasa en el intento de 1909 de llevar a cabo un plan de mejora del Puerto de La Luz.
- 3ª Etapa (1910-1913): En vísperas de la Gran Guerra se producirá un incremento sostenido de la actividad portuaria hasta superar al Puerto de Santa Cruz y convertirse en el principal puerto del archipiélago.
- 4ª Etapa (1914-1934): Se inicia con una disminución drástica de la actividad portuaria por la presencia de submarinos alemanes durante la Primera Guerra Mundial seguido de sucesivos fracasos de ampliación del puerto primero en 1916 con los servicios del puerto, el nuevo dique de abrigo y el servicio por el litoral y luego, en 1925, en el dique de abrigo, de otro modo, será la época en la que se compruebe la extrema dependencia del exterior afectada por la Gran Guerra, la caída de la bolsa en 1929 y por la disminución de la navegación a nivel mundial.
- 5ª Etapa (1935-actualidad): Se termina en 1935 de construir el muelle grande conocido como el muelle del generalísimo que sustituirá al puerto de Refugio como zona portuaria principal y en las décadas de los 60 y 70 del siglo XX se construirá el puerto exterior.

La culminación de la primera obra de gran inversión moderna de la isla de Gran Canaria supuso un cambio en la mentalidad isleña gracias a la convivencia con los extranjeros allí afincados y los primeros turistas, un crecimiento de la ciudad y su población (más de 50.000 habitantes), en apenas medio siglo desde el inicio de su construcción en 1883 y una expansión económica. En conjunto, supuso un cambio a largo plazo de la sociedad grancanaria apareciendo una burguesía comercial como clase social al mismo tiempo que surgía la clase obrera en torno a las infraestructuras portuarias, y con ello, la irrupción del movimiento obrero, producto de las condiciones infrahumanas en las que trabajaban los isleños y que a menudo desembocaba en alcoholismo o en la prostitución bajo la sombra portuaria siendo la semilla de la primera huelga, denominada carga blanca, que se realizó en la isla en 1910 de la mano de José Franchy y Roca
Históricamente el puerto de la Luz ha destacado por ser el enclave marítimo más importante del Atlántico Oriental sirviendo de puerto de escala planetaria y conexión entre España y sus posesiones coloniales en África, las Antillas y el Golfo de Guinea, por ser un depósito de mercancías, tanto de importación como de exportación, un punto de redistribución, tanto a escala internacional como interinsular (gracias a correíllos como los vapores La Palma y Viera y Clavijo), de abastecimiento a buques de agua, carbón y víveres (característica de los puertos de escala), por ser puerto pesquero cercano al banco pesquero más grande del planeta, el sahariano, por la mano de obra barata, clima y geografía que permitía atracar en cualquier época del año, y por sus playas y zonas paradisíacas muy admiradas por los turistas, sobre todo, ingleses, y en menor medida, por su comercio interior.

## Actividades portuarias

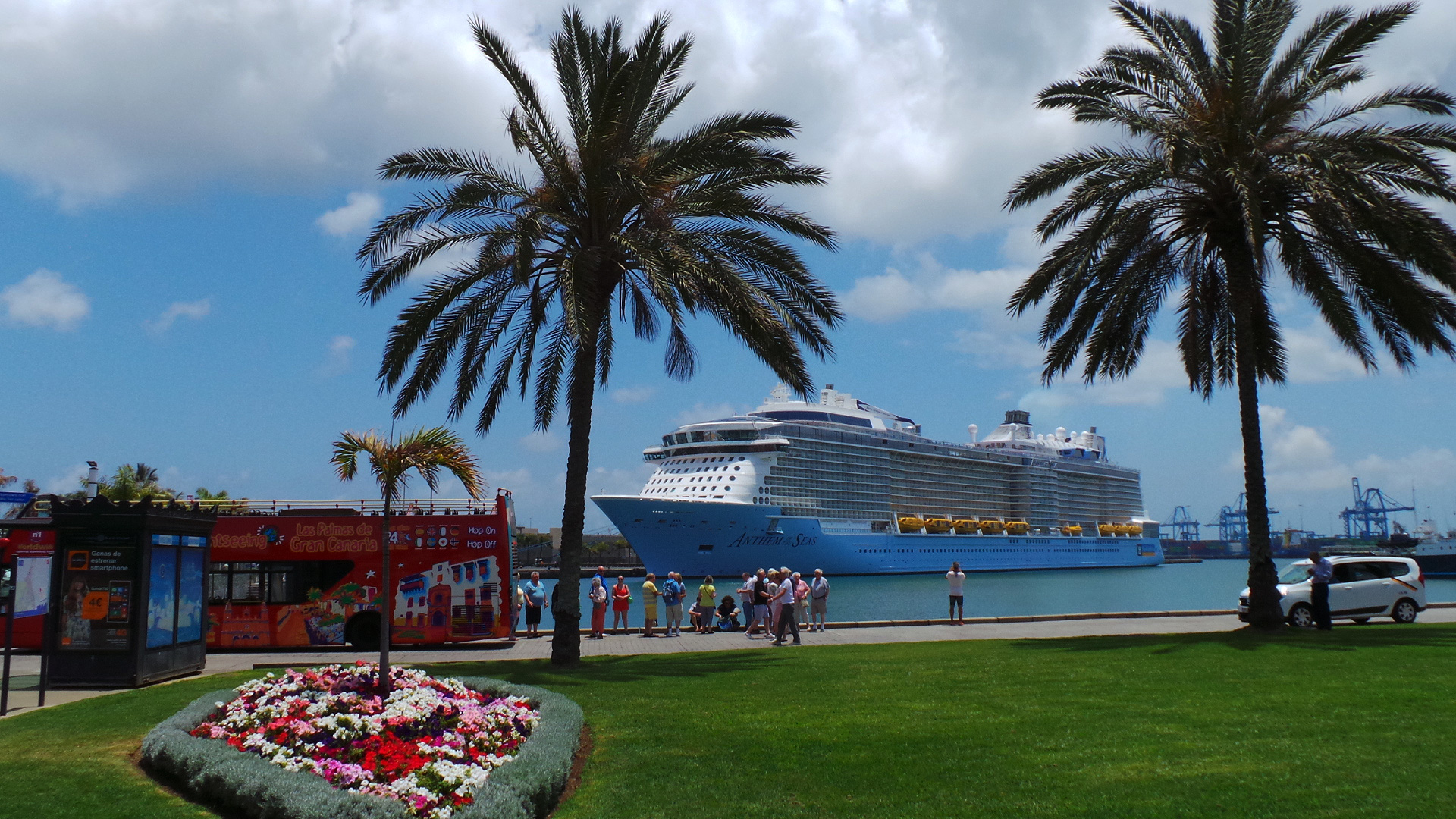
Anthem of the Seas en el muelle de Santa Catalina

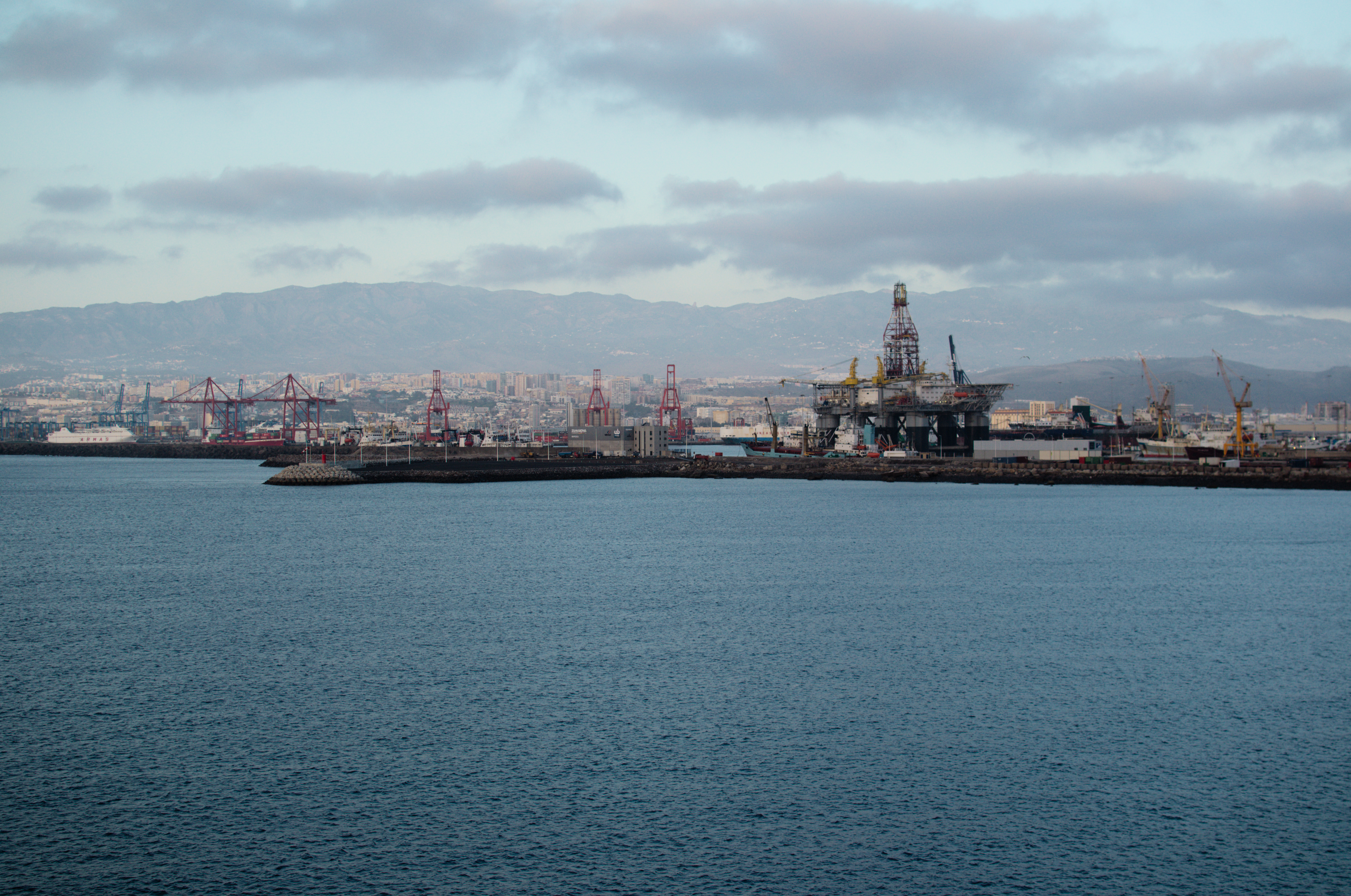
Vista del puerto de Las Palmas desde el muelle "Nelson Mandela", antiguamente denominado como "La Esfinge"

### Cruceros turísticos
Cruises in the Atlantic Islands es la marca de cruceros de turismo que agrupa a las autoridades portuarias de Madeira, Santa Cruz de Tenerife y Las Palmas de Gran Canaria desde 1994 como una oferta conjunta. Los puertos de Funchal y Porto Santo, en Madeira; Santa Cruz de La Palma, San Sebastián de La Gomera, La Estaca en El Hierro y Los Cristianos y Santa Cruz de Tenerife en Tenerife, en la Provincia de Santa Cruz de Tenerife; y los de Las Palmas (Gran Canaria), Arrecife (Lanzarote) y Puerto del Rosario (Fuerteventura), en Provincia de Las Palmas, mueven al año más de medio millón de pasajeros.
En el año 2011 fue galardonado por la prestigiosa revista internacional Dream World Cruise Destinations con el premio al puerto con la mejor conexión, ofertas de transporte, hoteles, manejo de equipajes y nivel turístico mundial en la categoría Best Turnaround Port Operations 2010 en dura competencia con los puertos de Barbados, Dubái, Fort Lauderdale, Montreal, Johannesburgo y Vancouver.

### Pesca
Por su cercanía a los ricos caladeros africanos y por sus infraestructuras es el primer puerto pesquero de la zona, con un movimiento anual de 400.000 toneladas de pescado congelado. En el recinto portuario se disponen 175.000 m³ de instalaciones frigoríficas a pie de muelle, parques especiales para contenedores frigoríficos apoyados por Trastainer y salas de elaboración de productos ultracongelados.
Dentro de estas infraestructuras, ocupan una gran importancia la amplia variedad de instalaciones frigoríficas presentes, en las que pueden desarrollarse todas las actividades necesarias para el postprocesado y conservación del pescado, desde la refrigeración y el almacenamiento del producto a bajas temperaturas para su posterior distribución, hasta la fabricación y suministro de hielo industrial.
En las instalaciones del puerto se encuentra un Puesto de Inspección Fronterizo (PIF), homologado por la Unión Europea, que se ocupa de la inspección de todo tipo de importaciones procedentes de terceros países o de las exportaciones hacia países de ajenos al Espacio Económico Europeo.
Así mismo, se cuenta con un amplio mercado local de proveedores de pertrechos y suministros para la industria pesquera, equipamiento técnico y todo el avituallamiento necesario (agua, alimentos, etcétera).

## Gestión
La Autoridad Portuaria de Las Palmas es el organismo que tiene encomendada la gestión y administración del puerto de Las Palmas y de los restantes puertos de interés general del Estado en la provincia de Las Palmas: Salinetas y Arinaga (Gran Canaria), Puerto del Rosario (Fuerteventura) y Arrecife de Lanzarote (Lanzarote). Desde octubre de 2007 está presidida por Javier Sánchez-Simón Muñoz.
La Autoridad Portuaria de Las Palmas forma parte del Sistema Portuario español de titularidad estatal, integrado por 46 puertos de interés general, gestionados por 28 Autoridades Portuarias, cuya coordinación y control de eficiencia corresponde al Organismo Público Puertos del Estado, órgano dependiente del Ministerio de Fomento.